# Trần Hiểu
Trần Hiểu (Tiếng Trung: 陈晓, sinh ngày 5 tháng 7 năm 1987) là một nam diễn viên, ca sĩ người Trung Quốc. Các tác phẩm tiêu biểu của Trần Hiểu có thể kể đến: Lục Trinh Truyền Kỳ, Năm Ấy Hoa Nở Trăng Vừa Tròn, Thần Điêu Đại Hiệp 2014, Mộng Hoa Lục, Đường Đời...

## Tiểu sử
Trần Hiểu sinh ra trong một gia đình công chức ở An Huy, vì sinh ra vào sáng sớm nên anh có tên là "Hiểu". Trần Hiểu khi còn nhỏ rất nghịch ngợm, để giúp anh bình tĩnh hơn, mẹ anh đã đăng ký cho anh một lớp học thư pháp. Năm 10 tuổi, anh vô tình được một đạo diễn phim truyền hình chọn đóng vai chính trong bộ phim truyền hình đầu tiên "Bài ca của lớp chúng ta". Anh cũng học hội họa và giỏi nhất là ký họa. Trần Hiểu bắt đầu học bóng rổ từ năm lớp 4. Anh từng là vận động viên bóng rổ của trường tiểu học, trung học cơ sở, trung học phổ thông và đại học, nhảy cao và nhảy xa giỏi và giành được danh hiệu vận động viên cấp hai quốc gia. Năm 2005, Trần Hiểu trúng tuyển vào Học viện Hý kịch Trung ương, Học viện Điện ảnh Bắc Kinh và Học viện Nghệ thuật Nam Kinh trong kỳ thi tuyển sinh đại học, và cuối cùng đã chọn Học viện Hý kịch Trung ương. Từ năm thứ ba, anh làm giáo viên dạy thay cho lớp biểu diễn của trường nghệ thuật ở quê nhà Hợp Phì, giúp các thí sinh nghệ thuật tập dượt các tiết mục.

## Sự nghiệp
Năm 1997, Trần Hiểu đóng vai nam chính Tôn Đông trong phim Bài Ca Của Lớp Chúng Ta của đạo diễn Trương Kim Đệ, đã nhận được giải: "Một trong năm công trình tỉnh An Huy" với giải thưởng: "Khôi Hỉ Thước".
Trần Hiểu nhận giải Huy Chương Vàng: "Liên hoan Hí Kịch Sinh Viên Đại Học Toàn Quốc" cho vai diễn: Prometheus (nhân vật thần thoại Hy Lạp) trong tác phẩm cùng tên.
Trần Hiểu tham dự cuộc thi tiểu phẩm hí kịch sinh viên học viện hí kịch trung ương với tiểu phẩm "Red Rose White Rose" trong vai Đồng Chấn Bảo đạt được giải "tiểu phẩm hí kịch xuất sắc" và giải "cá nhân biểu diễn hay nhất".

## Đời tư
Ngày 26 tháng 8 năm 2015, anh và bạn diễn Trần Nghiên Hy bị bắt gặp hẹn hò. Cặp đôi xác nhận tin tức vào cùng ngày và đến ngày 27 tháng 8 thì công khai tình cảm trên trang cá nhân. Hai người đăng ký kết hôn vào ngày 5 tháng 7 năm 2016 cùng với thông báo Trần Nghiên Hy đang mang thai.
Ngày 19 tháng 7 năm 2016, cặp đôi tổ chức đám cưới tại khu du lịch thuộc hồ Nhạn Tê (雁栖湖), Bắc Kinh với tổng cộng 300 khách mời, tiếp theo là buổi tiệc tối trong lễ quy ninh về thăm cha mẹ vợ tổ chức tại Đài Bắc, Đài Loan vào ngày 21 tháng 7.
Ngày 20 tháng 12 năm 2016, Trần Hiểu và Trần Nghiên Hy đón con trai đầu lòng. Tên thân mật của cậu bé là Tiểu Tinh Tinh (ngôi sao nhỏ), nặng gần 4 kg, dài 53 cm. Nhân dịp đầy tháng của Tiểu Tinh Tinh, cặp đôi gửi quà cảm ơn đến bạn bè và người thân, đồng thời tiết lộ tên khai sinh của cậu bé là Trần Mục Thần.
Ngày 18 tháng 2 năm 2025, Trần Hiểu và Trần Nghiên Hy chính thức tuyên bố ly hôn.

## Danh sách phim

### Phim truyền hình
| Năm  | Phim                                                                                | Vai diễn                 | Ghi chú   |
| ---- | ----------------------------------------------------------------------------------- | ------------------------ | --------- |
| 1997 | Bài Ca Của Lớp Chúng Ta                                                             | Tôn Đông                 |           |
| 2010 | Mẹ Chồng Nàng Dâu                                                                   | Quách Tiếu Thiên         |           |
| 2010 | Quốc Sắc Thiên Hương                                                                | Hạ Khôn                  |           |
| 2010 | Ngày Xuất Đông Sơn                                                                  | Tiêu Dương               |           |
| 2011 | Khổng Tử                                                                            | Tống Triều               |           |
| 2011 | Bí Mật Bị Lãng Quên                                                                 |                          | Cameo     |
| 2012 | Cung Tỏa Châu Liêm                                                                  | Doãn Hi (Thập Cửu a ca)  |           |
| 2012 | Thưởng Kim Liệp Nhân                                                                | Bạch Thiểu Quần          |           |
| 2012 | Nữ Nhân Của Vua                                                                     | Tần Tử Anh               |           |
| 2013 | Tiếu Ngạo Giang Hồ                                                                  | Lâm Bình Chi             |           |
| 2013 | Lục Trinh Truyền Kỳ                                                                 | Cao Trạm                 |           |
| 2013 | Đông Sơn học đường                                                                  | Tiêu Dương               |           |
| 2013 | Cung Tỏa Trầm Hương                                                                 | Dận Tường                | Cameo     |
| 2014 | Cung Tỏa Liên Thành                                                                 | Tát Mãn                  |           |
| 2014 | Thần ĐIêu Đại Hiệp                                                                  | Dương Quá / Dương Khang  |           |
| 2015 | Vân Trung Ca                                                                        | Lưu Bệnh Dĩ              |           |
| 2016 | Ngũ Tử Náo Đông Kinh                                                                | Bạch Ngọc Đường          |           |
| 2016 | Người Anh Em Ngủ Giường Tầng Trên Của Tôi                                           | Lâm Hướng Vũ             |           |
| 2017 | Lợi Tiên Sinh Bắt Gặp Tình Yêu                                                      | Lợi Diệu Nam             |           |
| 2017 | Đại Tần Đế Quốc 3 (大秦帝国之崛起 / The Qin Empire III)                             | Mị Diễm                  |           |
| 2017 | Trên Đỉnh Mây (云巅之上 / Above The Clouds)                                         | Đường Phi                |           |
| 2017 | Năm Ấy Hoa Nở Trăng Vừa Tròn (那年花开月正圆 / Nothing Gold Can Stay)               | Thẩm Tinh Di             |           |
| 2017 | Tường Vi Đỏ (红蔷薇 / Wild Rose)                                                    | Tiêu Quân Hạo            |           |
| 2019 | Độc Cô Hoàng Hậu(独孤皇后 / Queen Dugu)                                             | Dương Kiên               | Vai chính |
| 2019 | Chuyến Du Lịch Bắt Gặp Tình Yêu (一场遇见爱情的旅行 / Love Journey)                 | Kim Tiểu Thiên           | Vai chính |
| 2019 | Lục Chiến Chi Vương (陆战之王 / The King of Land Battle)                            | Trương Năng Lượng        | Vai chính |
| 2020 | Bác Sĩ Nhi Khoa Tài Ba (了不起的儿科医生 / Healer of Children)                      | Đặng Tử Ngang            | Vai chính |
| 2021 | Số Đào Hoa Của Thư Khắc (舒克与桃花 / Luck of Shu Ke)                               | Thư Khắc                 | Vai chính |
| 2021 | Lý Tưởng Chiếu Rọi Trung Quốc (理想照耀中国 / Faith Makes Great)                    | Hà Kính Bình             | Cameo     |
| 2021 | Bách Luyện Thành Cương (百炼成钢 / Refinment Of Faith)                              | Cù Thu Bạch              | Cameo     |
| 2021 | Phá Vây (突围 / People's Property)                                                  | Thái Tiểu Trung          | Cameo     |
| 2022 | Bình Tĩnh Nói Chuyện (好好说话 / Simmer Down)                                       | Dương Quang              | Vai chính |
| 2022 | Mộng Hoa Lục (梦华录 / A Dream of Splendor)                                         | Cố Thiên Phàm            | Vai chính |
| 2022 | Băng Vũ Hỏa (冰雨火 / Being A Hero)                                                 | Ngô Chấn Phong           | Vai chính |
| 2023 | Đường Đời (人生之路 / The Road Of Life)                                             | Cao Gia Lâm              | Vai chính |
| 2023 | Trần Phong Thập Tam Tái (尘封十三载 / Thirteen Years Of Dust)                       | Lục Hành Trí             | Vai chính |
| 2023 | Vân Tương Truyện (云襄传 / The Gate of Renewal)                                     | Vân Tương / Lạc Văn Giai | Vai chính |
| 2023 | Vẻ Đẹp Không Gì Sánh Bằng (无与伦比的美丽 / Incomparable Beauty)                    | Hứa Diệu                 | Vai chính |
| 2024 | Anh Chàng Mỹ Vị Và Cô Nàng Củi Lửa (火柴小姐和美味先生 / Mr. Delicious Miss. Match) | Uông Mặc Vũ              | Vai chính |
| 2024 | Cuộc Sống Gia Đình Nhỏ (小日子 / Simple Days)                                       | Chu Kính Thảo            | Vai chính |
| TBA  | Che Giấu Và Lừa Dối/Ẩn Môn (隐瞒之事)                                               | Đỗ Hiện                  | Vai chính |
| TBA  | Trùm Tư Bản (大生意人 / Legend of The Magnate)                                      | Cổ Bình Nguyên           | Vai chính |
| TBA  | Vân Tương Truyện 2 (云襄传 2 / The Gate of Renewal 2)                               | Vân Tương / Lạc Văn Giai | Vai chính |

### Phim điện ảnh
| Năm  | Phim                                      | Vai                     |
| ---- | ----------------------------------------- | ----------------------- |
| 2010 | Địch Nhân Kiệt Thông Thiên Đế quốc        | Lục Li                  |
| 2013 | Cung Tỏa Trầm Hương                       | Thập Tam A Ca Dận Tường |
| 2014 | Cô Dâu Đại Chiến                          | Kevin                   |
| 2015 | Người Anh Em Ngủ Giường Tầng Trên Của Tôi | Lâm Hướng Vũ            |
| 2015 | Mùi Vị Ẩm Thực                            |                         |
| 2017 | Gia Tộc Thần Bí                           | Thụ Thụ                 |
| 2017 | Kiến Quân Đại Nghiệp                      | Nhậm Bật Thời           |
| 2019 | Như Ảnh Tùy Tâm                           | Lục Tùng                |

## Âm nhạc
| Năm  | Tên ca khúc                       | Nghệ sĩ hợp tác | Ghi chú                       |
| ---- | --------------------------------- | --------------- | ----------------------------- |
| 2013 | Tâm Trạng / 心情                  | Triệu Lệ Dĩnh   | Nhạc phim Lục Trinh Truyền Kỳ |
| 2014 | Ta Và Nàng / 你我                 | Trần Nghiên Hy  | Nhạc phim Thần Điêu Đại Hiệp  |
| 2014 | Mười Sáu Năm / 十六年             | Lưu Hân         | Nhạc phim Thần Điêu Đại Hiệp  |
| 2015 | Yêu Như Lần Đầu Gặp Gỡ / 爱如初见 |                 | Nhạc game Thần Điêu Đại Hiệp  |
| 2017 | Hài Kịch Trước Bi Ai / 悲前喜剧   |                 | Nhạc phim Trên Đỉnh Mây       |